# The Rain Song
The Rain Song è la seconda traccia del quinto album dei Led Zeppelin Houses of the Holy, uscito per l'Atlantic Records nel 1973. 

## La musica
La parte musicale, interamente scritta da Page, si divide in cinque parti: 
- l'inizio, con le due tracce di chitarra sovrapposte, una elettrica a dodici corde e l'altra acustica a sei corde, che si chiude insieme alla prima parte del cantato;
- un lungo assolo di mellotron da parte di Jones, tra le due parti cantate;
- una ripresa dell'inizio con la sola aggiunta del mellotron, del basso e della batteria;
- una breve sezione più pesante e più veloce, grazie alla bravura di Bonham di cambiare ritmo all'improvviso e all'aggiunta di una chitarra elettrica a sei corde;
- una terza ripresa dell'inizio, che però adesso viene usata come finale, e dove gli strumenti che erano entrati nel corso della canzone, adesso, escono progressivamente fino a lasciare solo le due chitarre iniziali che chiudono la canzone.

## Il testo
La canzone è stata ispirata da George Harrison, il quale aveva chiesto al gruppo di scrivere una ballata. Jimmy Page ha spiegato di aver citato Something all'inizio della canzone proprio per questo motivo. 
Il testo era stato scritto da Plant, durante la loro permanenza nel cottage di Headley Grange l'anno precedente e unisce l'armonia che i componenti del gruppo avevano trovato in quell'ambiente di campagna, dove non c'era neppure l'elettricità, e la passione che il cantante aveva per leggende nordiche. Come si può vedere dagli ultimi versi della canzone:
This is the mistery of the quotient
Upon us all a little rain must fall.»
Questo è il mistero del quoziente
Sopra noi un po' di pioggia deve cadere»
(Versi conclusivi della canzone)

## Altre notizie
- The Rain Song venne suonata per la prima volta nell'ottava tournée nordamericana del 1972, prima ancora che le canzoni di Houses of the Holy venissero missate;[4]

- dal vivo Page era solito suonare, in questa canzone, con la sua famosa Gibson EDS-1275 (a doppio manico), come in Stairway to Heaven e in The Song Remains the Same;
- in uno degli ultimi concerti della band, nell'80, dovettero interrompere la rappresentazione della canzone perché il pubblico, ormai fortemente influenzato dal punk rock, che nasceva proprio in quegli anni, inneggiava ad un aumento del ritmo e, come già detto The Rain Song è una canzone molto lenta e placida.[4]

## Formazione e strumenti usati
1. Jimmy Page - chitarra acustica a sei corde, chitarra elettrica a dodici corde, chitarra elettrica a sei corde
2. Robert Plant - voce
3. John Paul Jones - mellotron, basso elettrico, pianoforte
4. John Bonham - batteria

## Cover della canzone
- 1990: The Shakers (Songs from Beneath the Lake)
- 1993: Motohiko Hino (It's There)
- 1994: Page and Plant (Gallows Pole EP)
- 1997: Jason Bonham Band (In the Name of My Father - The Zepset)
- 2001: Randy Jackson (95 WIIL Rock: 95 Live CD)
- 2001: Richard DeVinck (Going to California)
- 2002: Aya Peard (Livin' Lovin' Played: A Tribute to Led Zeppelin)
- 2004: Lumpy (Tarantula: Naked Acoustic Guitar)
- 2005: Sly and Robbie (The Rhythm Remains the Same: Sly & Robbie Greets Led Zeppelin)
- 2006: Franck Tortiller & Orchestre National de Jazz (Close to Heaven: A Led Zeppelin Tribute)
- 2006: Michael Armstrong (Rockabye Baby! Lullaby Renditions of Led Zeppelin)
- 2007: Fred Benedetti (Dream Voyage)
- 2007: The Boys from County Nashville (The Celtic Tribute to Led Zeppelin: Long Ago and Far Away)
- 2007: Led Zepagain (Led Zepagain II: A Tribute to Led Zeppelin)
- 2008: Gov't Mule (Holy Haunted House [recorded live 2007])
- 2008: Wave Mechanics Union (Second Season: Progressive & Classic Rock as Jazz)
- 2009: ZoSo (Tribute band of Led Zeppelin)